# Guillaume-Marie-Romain Sourrieu
Guillaume Marie Romain Sourrieu, né le 27 février 1825 à Aspet et mort le 16 juin 1899 à Rouen, est un homme d'Église, évêque, puis archevêque et cardinal français.

## Biographie

### Début de carrière
Il naît le 27 février 1825 à Aspet.
Guillaume-Marie-Romain Sourrieu suit des études au Petit séminaire de Polignan à Gourdan-Polignan. Il est ordonné prêtre le 17 octobre 1847 à Toulouse. Dans le diocèse de Toulouse, il est le confesseur des religieux du Sacré-Cœur de Jésus (ordre fondé par Paul-Thérèse-David d'Astros), ainsi que missionnaire diocésain et supérieur d'une maison religieuse. Il devient chapelain du sanctuaire de Rocamadour et chanoine honoraire de la cathédrale de Cahors.

### L'évêque
Élu évêque de Châlons le 25 septembre 1882, il est consacré le 30 novembre à Rocamadour par Pierre-Alfred Grimardias, évêque de Cahors, assisté de Odon Thibaudier, évêque de Soissons, et Pierre-Henri Lamazou, évêque de Limoges. Il encourage le pèlerinage de Notre-Dame de l'Épine : en 1890 la Vierge est couronnée solennellement avec la bénédiction de Léon XIII. Il est promu archevêque de Rouen le 21 mars 1894.
Il est créé cardinal-prêtre par Léon XIII au consistoire du 19 avril 1897 et reçoit le chapeau rouge et le titre de Saint-Clément le 24 mars. 
Il meurt le 16 juin 1899 à Rouen et est enterré dans la cathédrale de Rouen. Son épitaphe est gravée dans la chapelle de la Vierge de la cathédrale de Rouen:

## Succession apostolique
Guillaume-Marie-Romain Sourrieu a ordonné les évêques suivants :
- Cardinal Léon-Adolphe Amette (1899)

## Distinctions
- Chevalier de la Légion d'honneur (décret du 31 décembre 1897)[4]